# Justus Beyer

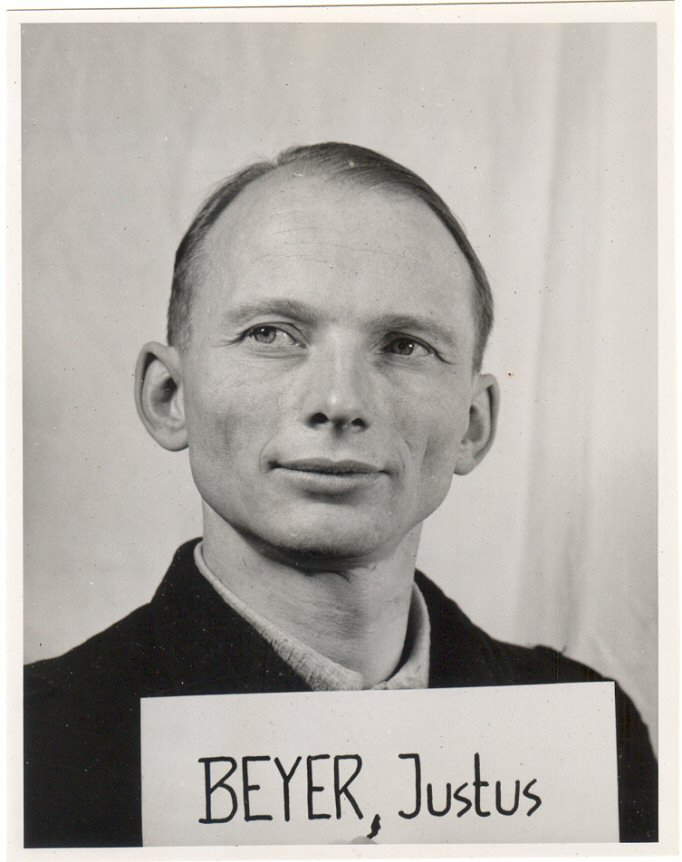
Justus Beyer während der Nürnberger Prozesse

Justus Beyer (* 16. April 1910 in Schurow; † 26. September 1989 in Fürstenfeldbruck) war ein deutscher Jurist und SS-Führer.

## Leben
Beyer war der Sohn eines Pfarrers. Nach dem Schulbesuch studierte er Rechts- und Staatswissenschaften in Marburg, München und Jena. Er war Mitglied des Marburger und Jenenser Wingolfs. Zum 1. Dezember 1931 trat er in die NSDAP ein (Mitgliedsnummer 860.875). 1932 wurde er außerdem Mitglied der SA.
Am 20. Januar 1933 bestand Beyer das Referendarexamen am Oberlandesgericht Jena mit dem Prädikat vollbefriedigend. Anschließend wurde er Wissenschaftlicher Hilfsarbeiter bei Reinhard Höhn in Jena. Seine Dissertation, die sich mit Ständeideologien der Systemzeit befasste, legte er 1939 an der Rechts- und Staatswissenschaftlichen Fakultät der Universität Berlin bei Höhn und Carl Schmitt, vor. In dieser Arbeit gelangt Beyer, den die Autoren Rössler und Schleiermacher in diesem Zusammenhang als einen der „Chefideologen des SD“ identifizieren, zu einer dezidierten Ablehnung des ständestaatlichen Universalismus von Othmar Spann. Das begründete Beyer mit dem angeblich bestehenden „tiefergehenden Gegensatz zwischen universalistischem und nationalsozialistischem Denken“.
Seit 1934 war Beyer hauptberuflicher Funktionär der Schutzstaffel (SS): Nachdem er bereits seit Mai 1934 für den Sicherheitsdienst des Reichsführers SS (SD) tätig gewesen war, wurde er im Juni 1934 Mitglied der SS (SS-Nummer 107.138). Er wurde zunächst im Sicherheitsamt in München verwendet und später in das Reichssicherheitshauptamt in Berlin versetzt. Seit 1938 fungierte er dort als Abteilungsleiter für Wissenschaft und stellvertretender Hauptabteilungsleiter und Sachbearbeiter der Hauptabteilung Kultur.
Von Mai 1939 nahm Beyer an einer Übung der Wehrmacht und im Anschluss daran als Schütze am Überfall auf Polen teil, bevor er im Dezember 1939 als Fachkraft für das RSHA abgestellt und zurück nach Berlin geschickt wurde. 1940 war Beyer Leiter des Referates III A 1 („Allgemeine Fragen der Lebensgebietsarbeit“) in der Ämtergruppe III (Deutsche Lebensgebiete – SD-Inland) im Reichssicherheitshauptamt (RSHA). In dieser Eigenschaft war er maßgeblich an den bevölkerungspolitischen Planungen im Reichssicherheitshauptamt beteiligt, so mit der Umsiedlung slawischer Bevölkerungsgruppen in Osteuropa und der deutschen Besiedelung Osteuropas (vgl. Generalplan Ost). Hier war Karl Gengenbach (III A) sein Vorgesetzter. 1941 übernahm Beyer das Amt des offiziellen Verbindungsmanns des Reichssicherheitshauptamtes, d. h. der Sicherheitspolizei und des SD, zur Parteikanzlei der NSDAP.
Im Mai 1941 wechselte Beyer endgültig in die Parteikanzlei, in der er die Leitung der Abteilung III S bzw. III V, der Berichtsverteilungsstelle, übernahm. In dieser Stellung, die er bis zum Kriegsende beibehielt, hatte er das Archiv der Staatsrechtlichen Abteilung der Parteikanzlei zu führen, das Zeitschriften, Gesetzesblätter, Verordnungsblätter  und Mitteilungsblätter der verschiedenen Behörden sammelte und an die Sachreferate der Parteikanzlei zur Verfügung stellte. Ferner erstellte er staatswissenschaftliche Gutachten zu verwaltungsgeschichtlichen Fragen. Seit 1942 bekleidete er offiziell den Rang eines Abschnittsleiters in der Parteikanzlei und eines Reichshauptstellenleiters.
Nach dem Krieg trat Beyer als Entlastungszeuge in den Prozessen gegen Otto Ohlendorf, den er als Sprachrohr „einer positiven Opposition“ innerhalb der SS darzustellen versuchte, und Franz Alfred Six auf. Er arbeitete als Redakteur bei der Deutschen Gewerbe-Zeitung. In den 1960er Jahren war er Honorardozent für Wirtschaftsrecht an einer Ingenieurschule. Er wirkte auch als Dozent an der Akademie für Führungskräfte der Wirtschaft in Bad Harzburg.

## Beförderungen
- 1. Juni 1936: Untersturmführer
- 9. November 1936: Obersturmführer
- 30. Januar 1939: Hauptsturmführer
- 21. Juni 1944: Obersturmbannführer

## Schriften
- Der Spannkreis, Gefahren und Auswirkungen, Geheimbericht Ende Mai 1936. (in Auszügen veröffentlicht als „Nationalsozialismus und Universalismus“ in: Deutsches Recht, 1936)
- Die Ständeideologie der Systemzeit und ihre Überwindung, Darmstadt 1941. (Dissertation) Die 1942 beim Verlag Wittich in Darmstadt erschienene Ausgabe wurde nach Ende des Zweiten Weltkrieges in der Sowjetischen Besatzungszone auf die Liste der auszusondernden Literatur gesetzt.[6]